# Irosin
Irosin (Bayan ng Irosin) är en kommun i Filippinerna. Kommunen ligger på ön Luzon, och tillhör provinsen Sorsogon. Folkmängden uppgår till 56 662 invånare år 2015.

## Barangayer
Irosin är indelat i 28 barangayer.
| - Bagsangan - Bacolod (Pob.) - Batang - Bolos - Buenavista - Bulawan - Carriedo - Casini - Cawayan - Cogon - Gabao - Gulang-Gulang - Gumapia - Santo Domingo (Lamboon) | - Liang - Macawayan - Mapaso - Monbon - Patag - Salvacion - San Agustin (Pob.) - San Isidro - San Juan (Pob.) - San Julian (Pob.) - San Pedro - Tabon-Tabon - Tinampo - Tongdol |